# Kitajski delavski korpus
Kitajski delavski korpus je naziv za britansko enoto, ki je bila sestavljena iz kitajskih delavcev med prvo svetovno vojno.
Kitajski delavci so predstavljali ceneno delovno silo, katerime so Britanci (in Francozi) uporabili za izdelavo in vzdrževanje cest, jarkov, mostov, grobov,..., za polnjenje vreč s peskom,... Zaradi pritiska britanskih sindikatov Kitajci niso smeli opravljati nobenih obrtniških del, ampak so lahko imeli le status nekvalificiranih delavcev. 
Okoli 2.000 Kitajcev je umrlo med oz. po vojni, pri čemer je največ žrtev zahtevala španska gripa; nekaj pa jih je umrlo tudi zaradi sovražnikovega delovanja (artilerijsko obstreljevanje, mine,...), čeprav niso sodelovali v bojih.